# Wahb Alláh
Wahb Alláh fue el primer alcalde de la ciudad española de Albacete del que se tiene constancia.
El gobernador árabe ejerció el poder de la entonces llamada Al-Basit a mediados del siglo XIII durante la época andalusí de dominación musulmana de la península ibérica en la Edad Media. Fue en esta época cuando se fundó la actual ciudad de Albacete con el nombre de Al-Basit.
Wahb Alláh tenía delegados algunos poderes de gobierno en su hijo, el moro Aboaballa. Se conserva un documento del año 1268 de la venta del alcalde de Albacete Wahb Alláh de la sierra de Hellín y Tobarra bajo su dominio al concejo de Alcaraz, cuyo pergamino original se encuentra en el Archivo Histórico Municipal de Alcaraz. El pergamino contiene dos textos, uno en castellano y otro en árabe, que, traducidos, rezan lo siguiente en su primer tramo:

En el nombre de Dios, el Clemente, el Misericordioso y en el de Mahoma, Dios le bendiga y salve, Sepa todo aquél que viere esta carta que yo Wahb Alláh ibn Wahb Alláh qaíd de Al-Basit decido vender a vos don Bernald y a vos don Domingo de Xea y a vos don Abit de Moya y a vos don Juan Mateo y a vos don Abit de Ryabarga, vecinos de Al-Karas, (la) Sirra con todos sus términos que están cerca de Falyàn y de Tubarra, pocos y muchos, así como los que tengo y están en mi poder como dice (hay rotura del pergamino)... plomada que tengo por parte de mi Señor el Rey, con todos sus derechos, entradas y salidas y con todos los distritos y términos que hay alrededor, que están y que estaban, con protección, verdad y generosidad por el precio alzado de ochocientos mizcales mekkies (contados) cada mizcal a razón de ocho sueldos y cuatros sencillos, y veinte carneros.